# St. Johannes der Täufer (Vorderried)

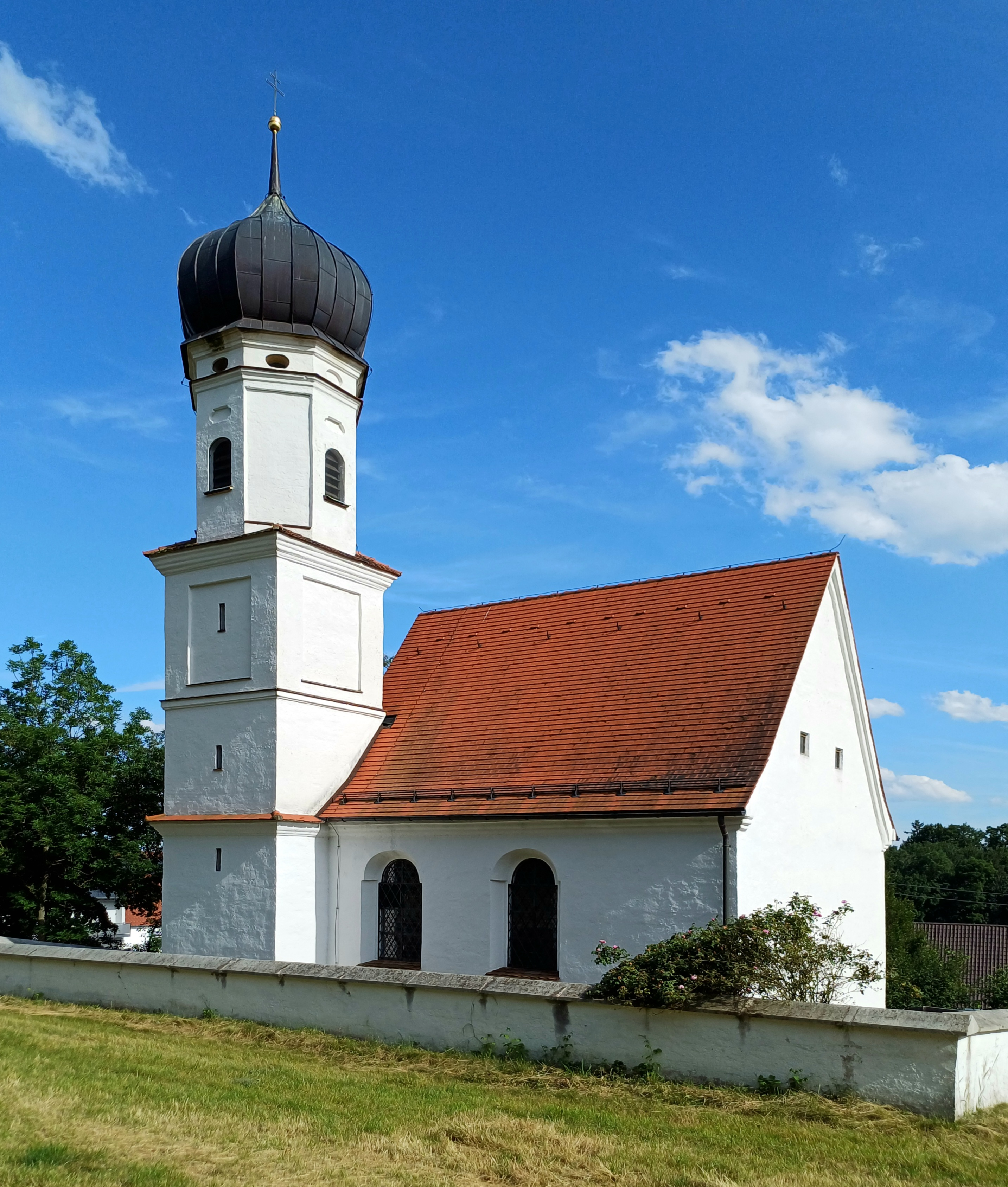
St. Johannes der Täufer in Vorderried

Die römisch-katholische Filialkirche St. Johannes der Täufer steht in Vorderried, einem Gemeindeteil von Buttenwiesen im schwäbischen Landkreis Dillingen an der Donau in Bayern. Das Bauwerk ist in der Liste der Baudenkmäler in Buttenwiesen als Baudenkmal unter der Nr. D-7-73-122-43 eingetragen.

## Beschreibung
Die Saalkirche wurde um 1680 erbaut. Sie besteht aus einem Langhaus, einem eingezogenen, dreiseitig geschlossenen Chor im Osten und einem Chorflankenturm auf quadratischem Grundriss an der Nordwand des Chors, der mit einem achteckigen Geschoss aufgestockt wurde, das den Glockenstuhl beherbergt, und mit einer Zwiebelhaube bedeckt. Im Innenraum des Langhauses hat um 1720 Hans Schellinger Stuck eingefügt. Das Wappen des Deutschen Ordens wurde lediglich gemalt. Der um 1720/30 aufgestellte Hochaltar zeigt im Altarretabel die Statue des Johannes des Täufers, im Altarauszug die Barbara von Nikomedien.